# Kabinett von Hassel I
Das Kabinett von Hassel I bildete vom 11. Oktober 1954 bis zum 27. Oktober 1958 die Landesregierung von Schleswig-Holstein.
| Amt                                    | Name | Partei | Partei                           |
| -------------------------------------- | --- | ------ | -------------------------------- |
| Ministerpräsident                      | Kai-Uwe von Hassel (1913–1997) |        | CDU                              |
| Stellvertreter des Ministerpräsidenten | Hans-Adolf Asbach (1904–1976) bis 21. Oktober 1957 Carl-Anton Schaefer (1890–1974) ab 21. Oktober 1957                                                    |        | GB/BHE ab 8. September 1958: CDU |
| Inneres                                | Paul Pagel (1894–1955) verstorben am 11. August 1955 Kai-Uwe von Hassel geschäftsführend bis 25. November 1955 Helmut Lemke (1907–1990)                   |        | CDU                              |
| Finanzen                               | Carl-Anton Schaefer |        | GB/BHE ab 8. September 1958: CDU |
| Wirtschaft und Verkehr                 | Hermann Böhrnsen (1900–1976) |        | CDU                              |
| Kultus                                 | Kai-Uwe von Hassel geschäftsführend bis 13. Oktober 1954 Helmut Lemke bis 25. November 1955 geschäftsführend bis 17. Januar 1956 Edo Osterloh (1909–1964) |        | CDU                              |
| Ernährung, Landwirtschaft und Forsten  | Claus Sieh (1893–1972) |        | CDU                              |
| Justiz                                 | Bernhard Leverenz (1909–1987) |        | FDP                              |
| Arbeit, Soziales und Vertriebene       | Hans-Adolf Asbach bis 21. Oktober 1957 Lena Ohnesorge (1898–1987)                                                                                         |        | GB/BHE                           |